# Амиктичко језеро
Амиктичко језеро (грч. a — без, не и грч. miktos — измешан) је језеро у којем се према термичкој класификацији не врши мешање воде, тј. оно у потпуности одсуствује. Карактеристична су за оштре поларне области, где је басен прекривен ледом током целе године. Таква језера се срећу по леденим покривачем Антарктика и Гренланда, где су температуре стално испод 0°С.